# The Legend of Zelda: Skyward Sword
The Legend of Zelda: Skyward Sword (укр. Легенда про Зельду: До неба здійнятий меч) — це пригодницька відеогра для домашньої консолі Wii, розроблена та випущена Nintendo. Шістнадцята частина основної серії The Legend of Zelda (серія ігор), вона була випущена у всьому світі в листопаді 2011 року. Беручи роль персонажа на ім'я «Лінк», гравці рухаються в небі навколо плаваючого острова «Скайлофт» і землі під ним, виконуючи квести, які просувають історію. Механіка геймплею зосереджена на використанні контролера Wii MotionPlus для таких дій як удари мечем і захист щитом.
Події Skyward Sword відбуваються на початку історії Зельди, детально висвітлюючи походження майстер-меча, що фігурує в різних іграх серії.  Ремастер 2021 року розійшовся аналогічним накладом на Nintendo Switch. Відгуки про гру згодом вплинули на розробку наступної гри для домашніх консолей, Breath of the Wild.

## Реліз
Вперше натяк на нову гру Zelda з'явився у квітні 2008 року, коли Міямото заявив, що команда розробників Zelda реформується для створення нових ігор. Пізніше Міямото підтвердив на виставці електронних розваг 2008 року (E3), що нова Zelda розробляється для Wii. Гру було представлено на E3 наступного року, хоча її назва залишалася невідомою. Через те, що гра перебувала на стадії розробки, Міямото не зміг продемонструвати ігровий процес так, як хотів би. Натомість він показав промо-арт із зображенням Лінка та Фі. Він також оголосив про використання у грі Wii MotionPlus, а також про запланований реліз на 2010 рік. У пізнішому інтерв'ю коментарі Аонуми щодо придатності гри для гри поставили цей термін під сумнів. Він також зазначив, що його бажання зосередитися на новій грі означало, що дата виходу Spirit Tracks була перенесена на кінець 2009 року, а не на початок 2010 року, як планувалося спочатку. На заході було оголошено назву гри, а також переглянутий період її виходу у 2011 році та демонстрацію гри. За словами Міямото, гра була відкладена із запланованого на 2010 рік терміну виходу, оскільки співробітники відчували, що випустять незавершений продукт, якщо поставлять зручність компанії вище за створення якісного досвіду. Вони використали додатковий рік, щоб закінчити основні елементи та відшліфувати гру в цілому.